# Nepenthes albomarginata
Nepenthes albomarginata är en tvåhjärtbladig växtart som beskrevs av T. Lobb och John Lindley. Nepenthes albomarginata ingår i släktet Nepenthes och familjen Nepenthaceae. Inga underarter finns listade i Catalogue of Life.

## Bildgalleri

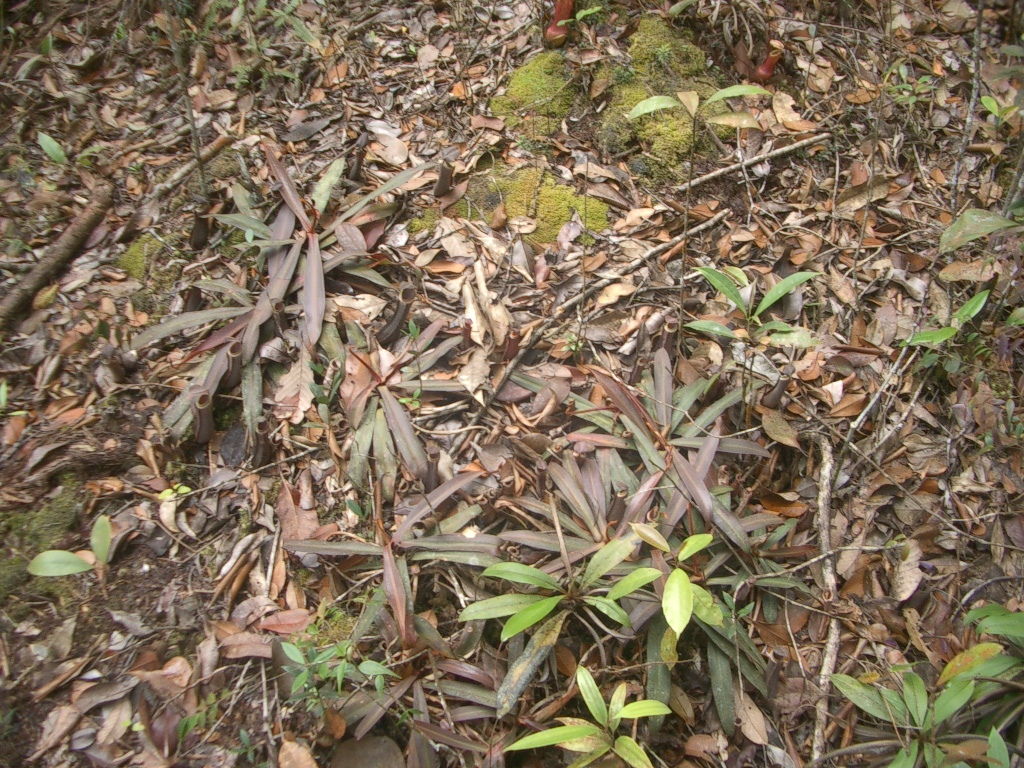
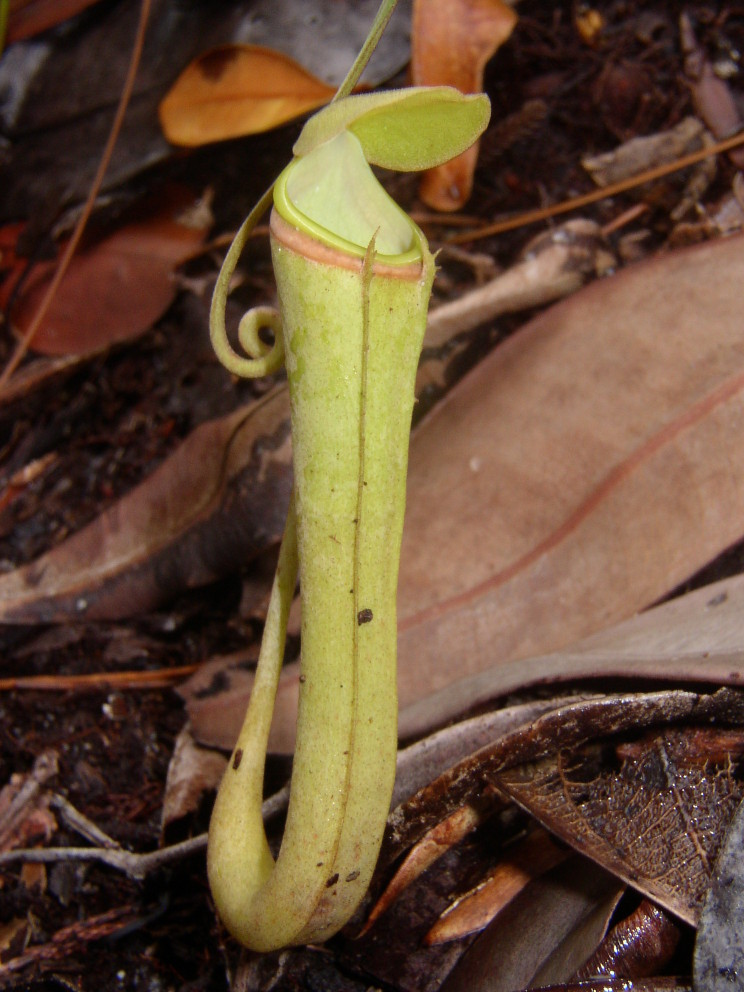
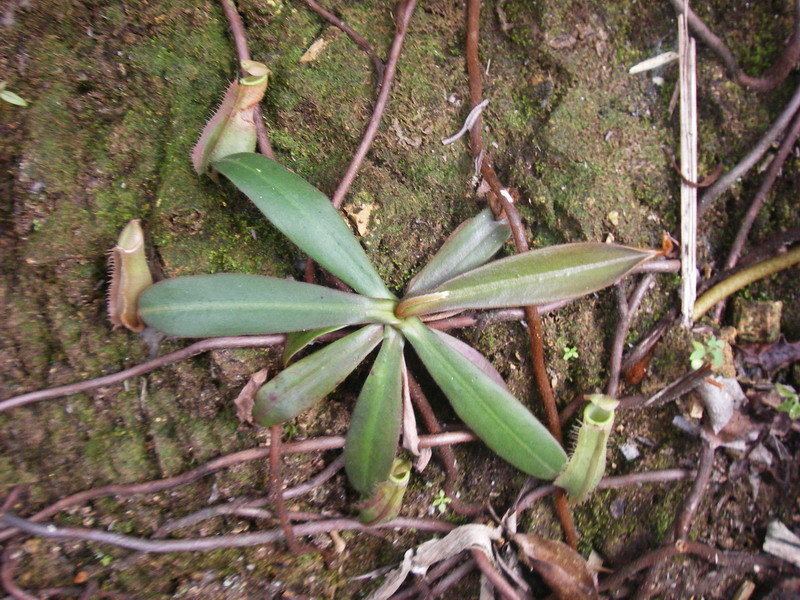
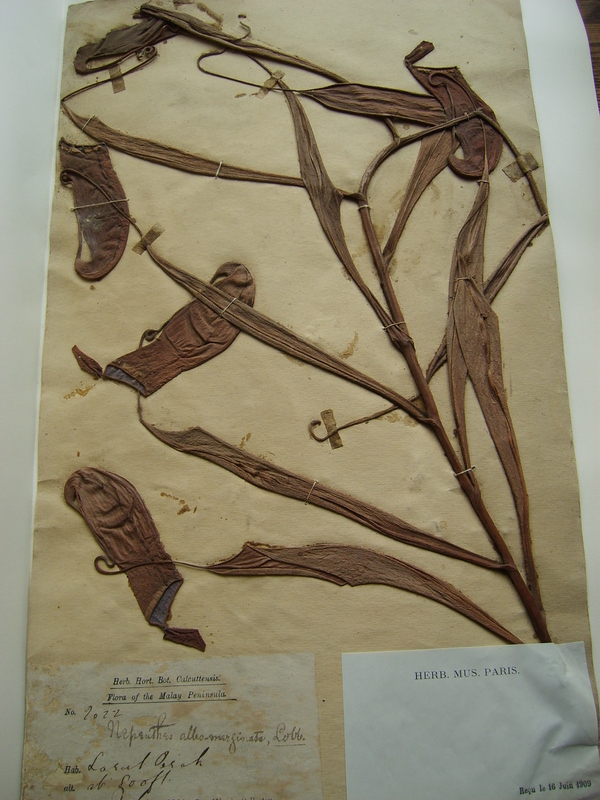
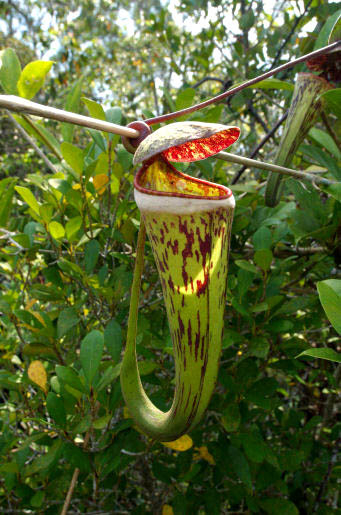
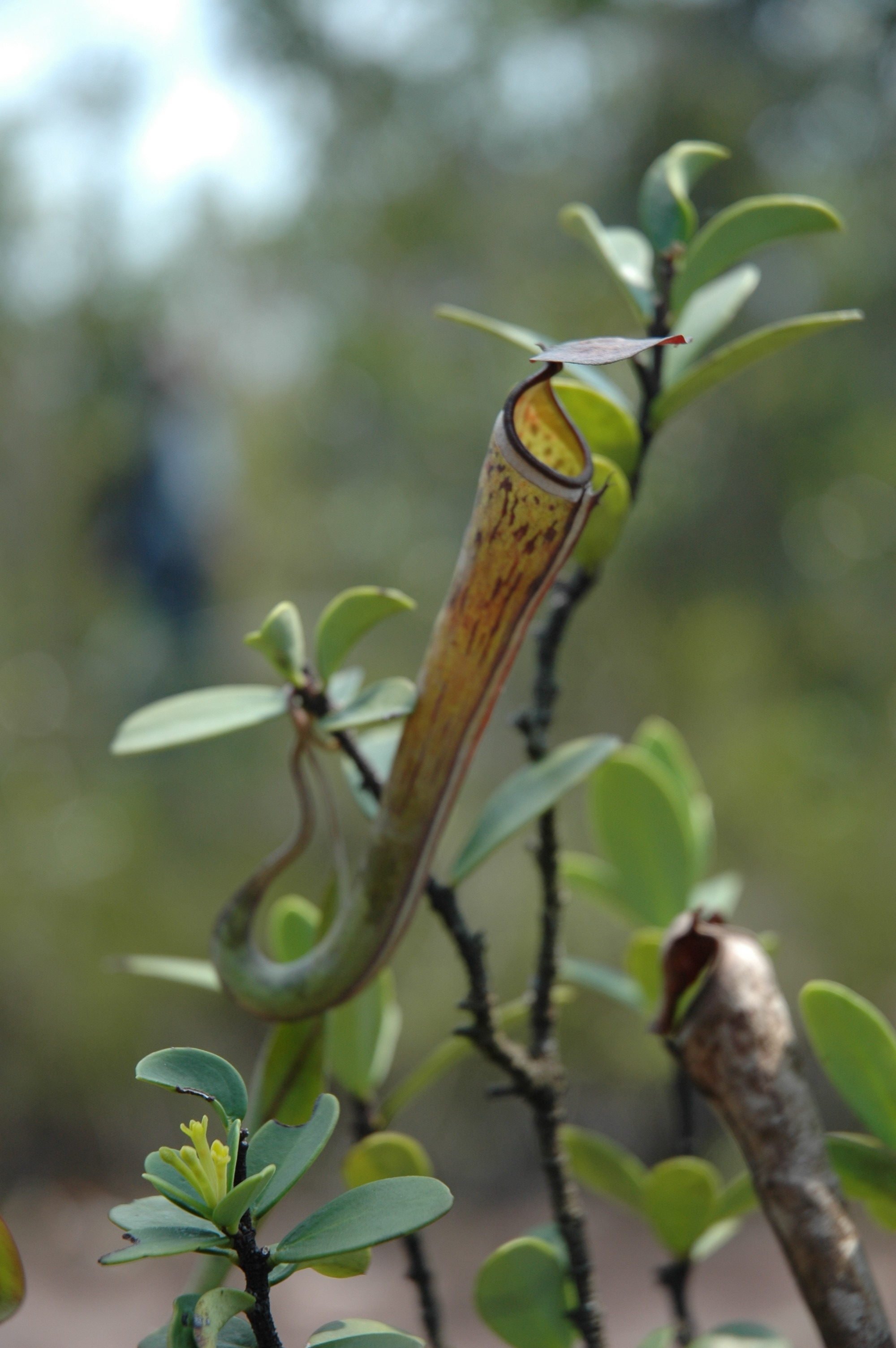